# يوشياكي هوشي
يوشياكي هوشي (باليابانية: 星吉昭؛ بالكانا: ほし よしあき) هو ملحن وموسيقي ياباني، ولد في 16 مارس 1946، وتوفي في 1 أكتوبر 2004.

## وصلات خارجية
- يوشياكي هوشي على موقع ميوزك برينز (الإنجليزية)
- يوشياكي هوشي على موقع ديسكوغز (الإنجليزية)
- الموقع الرسمي